# درایو نوری
دیسک گردان نوری یا درایو نوری (به انگلیسی: Optical disk drive)، دستگاهی است که از آن برای خواندن و نوشتن یا پاک کردن اطلاعات از دیسک‌های نوری استفاده می‌شود. 

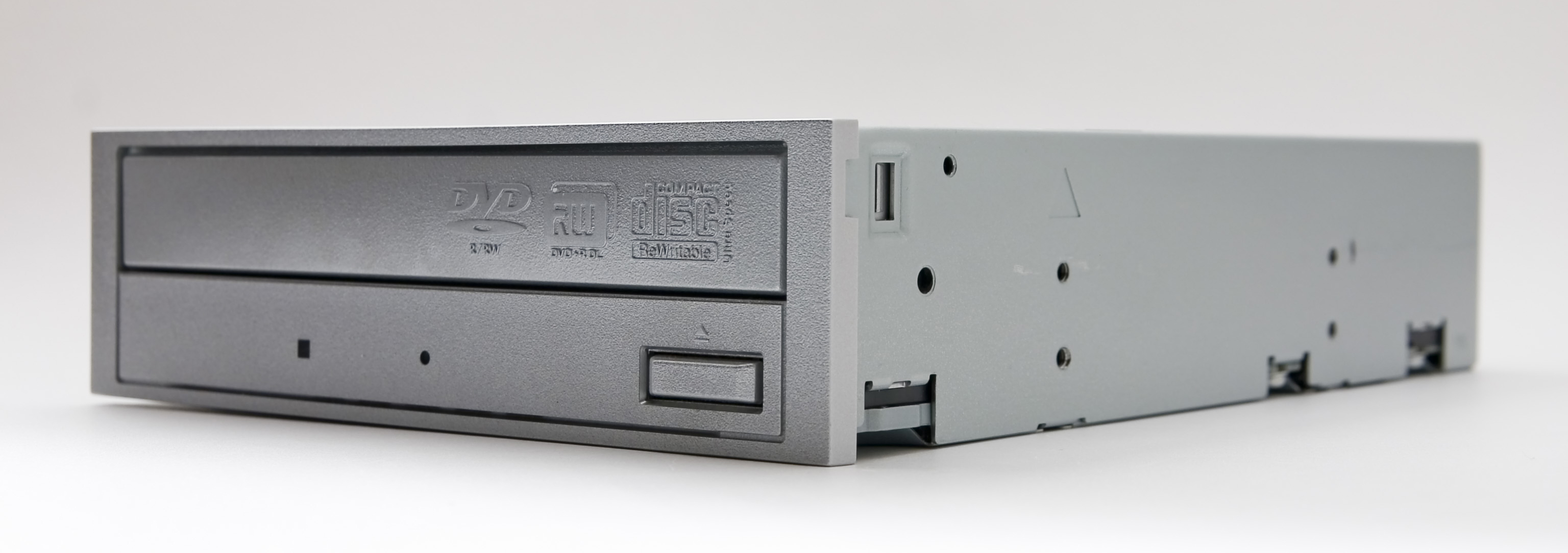
یک دیسک گردان نوری با قابلیت ضبط اطلاعات (DVD-Recorder)

امروزه دیسک های نوری جای خود را به فلش درایو ها و راه های انتقالی دیگر مانند ابر و بلوتوث داده‌اند. در ماشین ها نیز با CarPlay و دیگر امکانات نیاز به دیسک نوری کمتر شده است. 

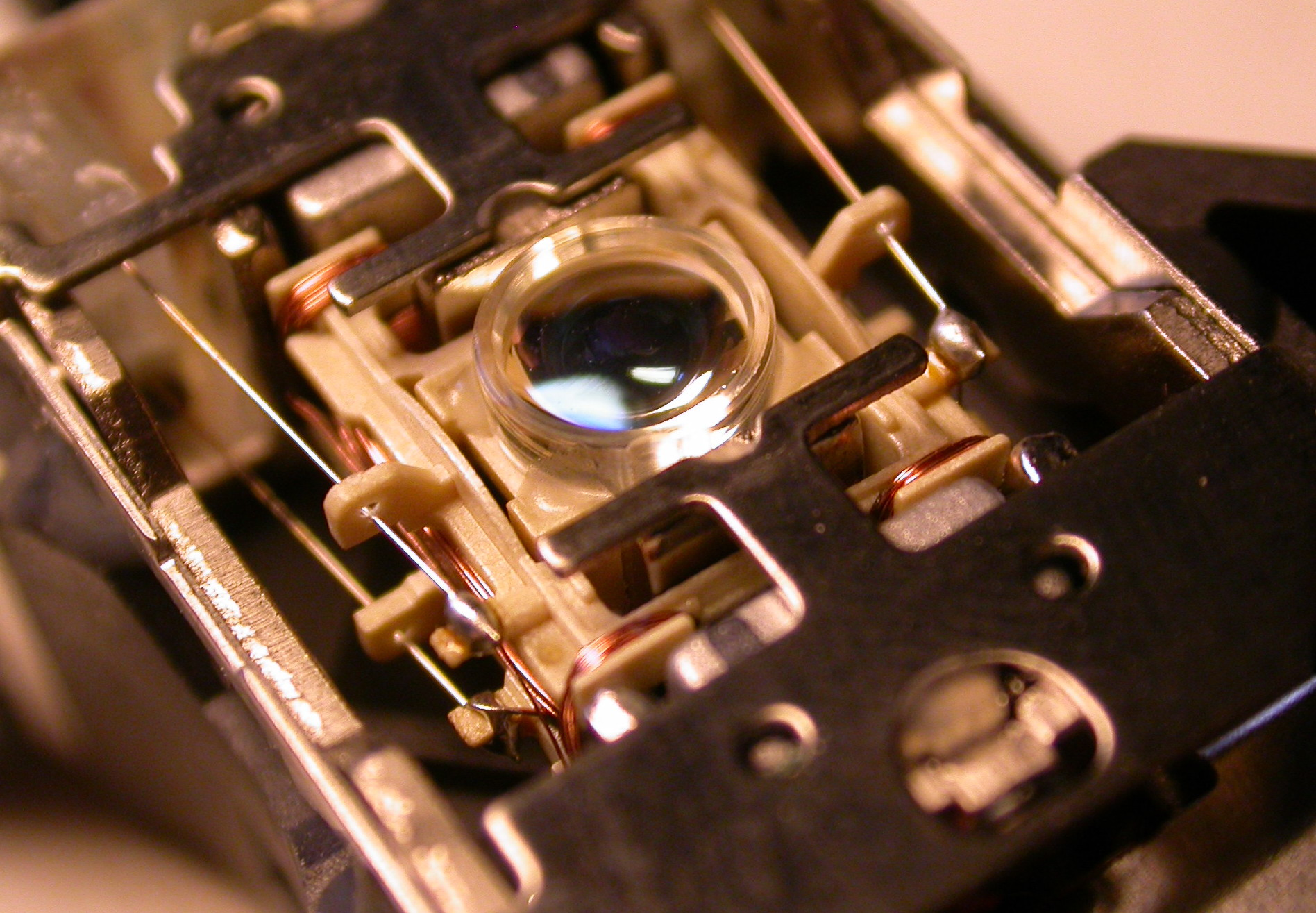
لنز اپتیک یک دیسک گردان نوری

## انواع دیسک گردان‌های نوری

### دیسک گردان‌های فقط خواندنی (DVD-ROM Drive و CD-ROM Drive)
این دیسک گردان‌ها که نخست نوع CD-ROM آن به بازار آمد، فقط می‌توانند اطلاعات روی دیسک را بخوانند و نمی‌توانند روی آن بنویسند.

### دیسک گردان‌های با قابلیت ضبط اطلاعات (CD-Recorder و DVD-Recorder)
این نوع دیسک گردان‌ها علاوه برخواندن اطلاعات، می‌توانند روی نوع خاصی از دیسک (CD-R و DVD-R) فقط یک بار، اطلاعات را ضبط کنند.

### دیسک گردان‌های با قابلیت نوشتن مجدد (CD-ReWriter و DVD-ReWriter)
این دیسک گردان‌ها علاوه برخواندن اطلاعات، می توانند روی نوع خاصی از دیسک (CD-RW، DVD-RW و DVD-RAM)، به دفعات اطلاعات ضبط کنند. یعنی، می‌توانند اطلاعات ضبط شده روی این دیسک‌ها را پاک کرده و مجدداً روی آن بنویسند.

### دیسک گردان‌های HD DVD
این دیسک گردان‌ها علاوه بر پشتیبانی از سی دی و دی وی دی، از دیسک‌های اچ‌دی دی‌وی‌دی نیز پشتیبانی می‌کنند.

### دیسک گردان‌های بلو-ری
این دیسک گردان‌ها علاوه بر پشتیبانی از سی دی و دی وی دی، از دیسک‌های بلو-ری نیز پشتیبانی می‌کنند. 

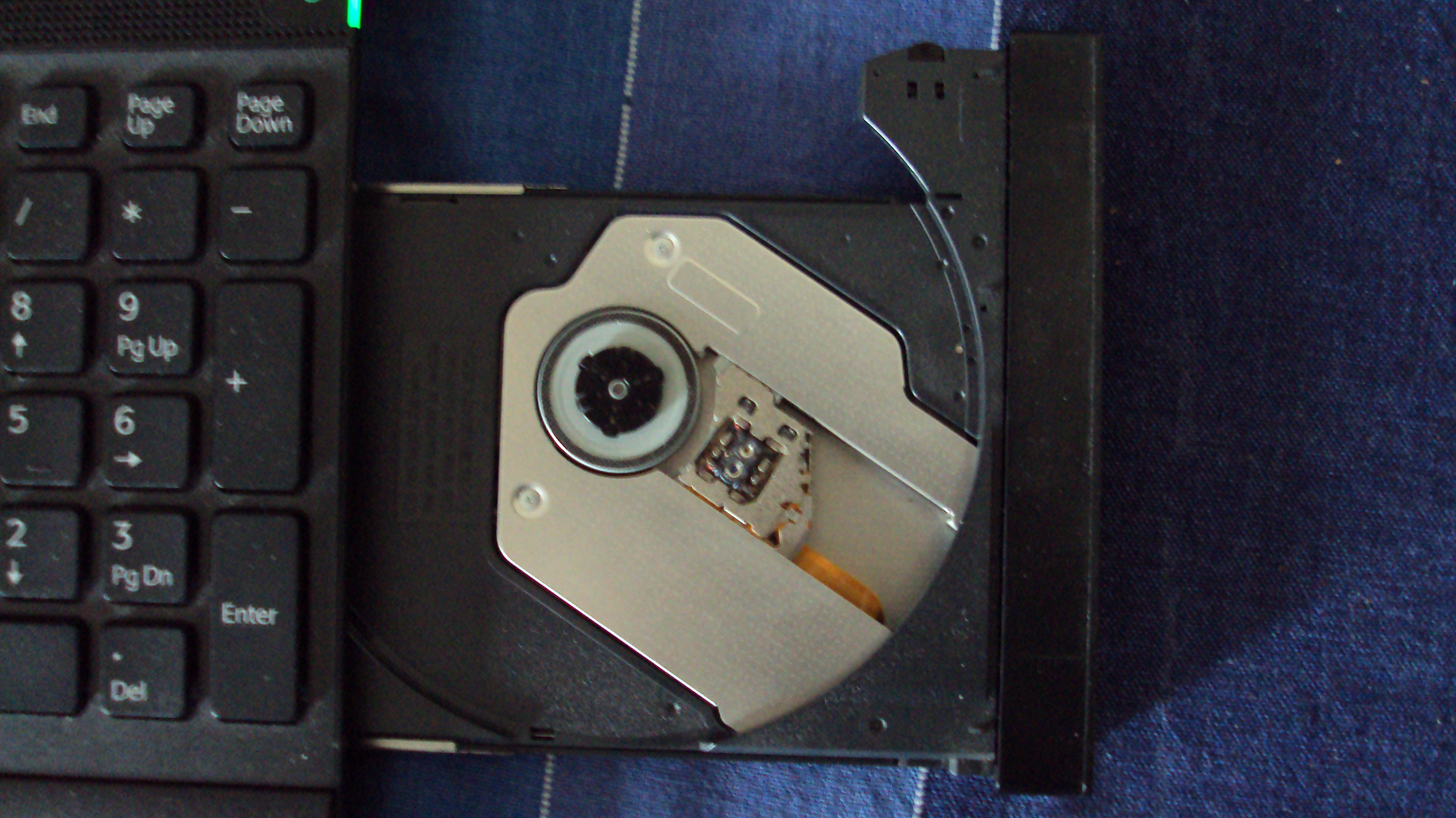
یک دیسک گردان بلو-ری متعلق به لپ‌تاپ

...

## اپتیک و لیزر درایوهای دیسک نوری
مهم‌ترین قسمت یک درایو دیسک نوری، مسیر اپتیکی است که درون یک هد قرار دارد و متشکل از یک لیزر نیمه هادی، یک لنز برای هدایت پرتو نور، و یک فوتودیود برای آشکارسازی نور بازتابی از سطح دیسک، می‌باشد.
طول موج لیزرهای مورد استفاده در سی‌دی‌ها ۷۸۰ نانومتر (مادون قرمز)، در دی‌وی‌دی‌ها ۶۵۰ نانومتر (نور قرمز) و در بلوری‌ها ۴۰۵ نانومتر (نور بنفش) است.
در CD-ROMها در طول روند ساخت، شیار متشکل از حفره‌ها، روی یک صفحه صاف به نام لند (land) پرس می‌شود. به دلیل اینکه عمق حفره‌ها تقریباً یک چهارم تا یک ششم طول موج لیزر است، فاز پرتو بازتابی نسبت به پرتو فرودی دچار شیفت می‌شود، و باعث تداخل متقابل مخرب شده و شدت پرتو بازتابی کاهش پیدا می‌کند. فوتودیود شدت نور را به صورت سیگنال الکتریکی درمی‌آورد و سپس سیگنال رمز گشایی می‌شود.
توان لیزر در خواندن سی‌دی کمتر از 5mw است، و در نوشتن دیسک توان بیشتری لازم است و این توان در DVD رایترها به 200mw می‌رسد. در دیسک‌های با قابلیت رایت مجدد، از لیزر برای ذوب کردن آلیاژ فلزی درون دیسک استفاده می‌شود.
عمق نفوز لیزر در CDها 1.2mm می‌باشد، در حالی که در DVDها 0.6mm است، این باعث می‌شود که نور لیزر در اسپات سایز کوچکتری در DVDها کانونی شود و اطلاعات بیشتری درون دیسک جای بگیرد. در بلوری‌ها عمق نفوز 0.1mm است.
...

## داخل دیسک گردان نوری
همهٔ دیسک گردان‌های نوری از سه قشمت اصلی تشکیل می‌شوند:
1. موتور گردانندهٔ دیسک: این موتور در مرکز دیسک قرار گرفته و آن را می‌چرخاند.
2. مجموعهٔ اپتیک: این مجموعه خود از مجموعهٔ حرکت دهندهٔ اپتیک و خودِ اپتیک تشکیل می‌شود. مجموعهٔ حرکت دهندهٔ اپتیک نیز از دو قسمتِ ریلِ اپتیک و موتور حرکت دهندهٔ اپتیک که به وسیلهٔ یک چرخ‌دندهٔ حلزونی به اپتیک متصل است، تشکیل می‌شود.
3. برد مرکزی: این برد وظیفهٔ پردازش اطلاعات خوانده شده از روی دیسک و تبدیل آن‌ها به زبان ماشین (صفر و یک) و تحویل آن‌ها را از طریق رابط (معمولاً IDE، SATA یا SAS) به مادربرد رایانه بر عهده دارد. وظیفهٔ دیگر آن برق رسانی و مدیریت دو قسمت دیگر است. داخل یک دیسک گردان نوری

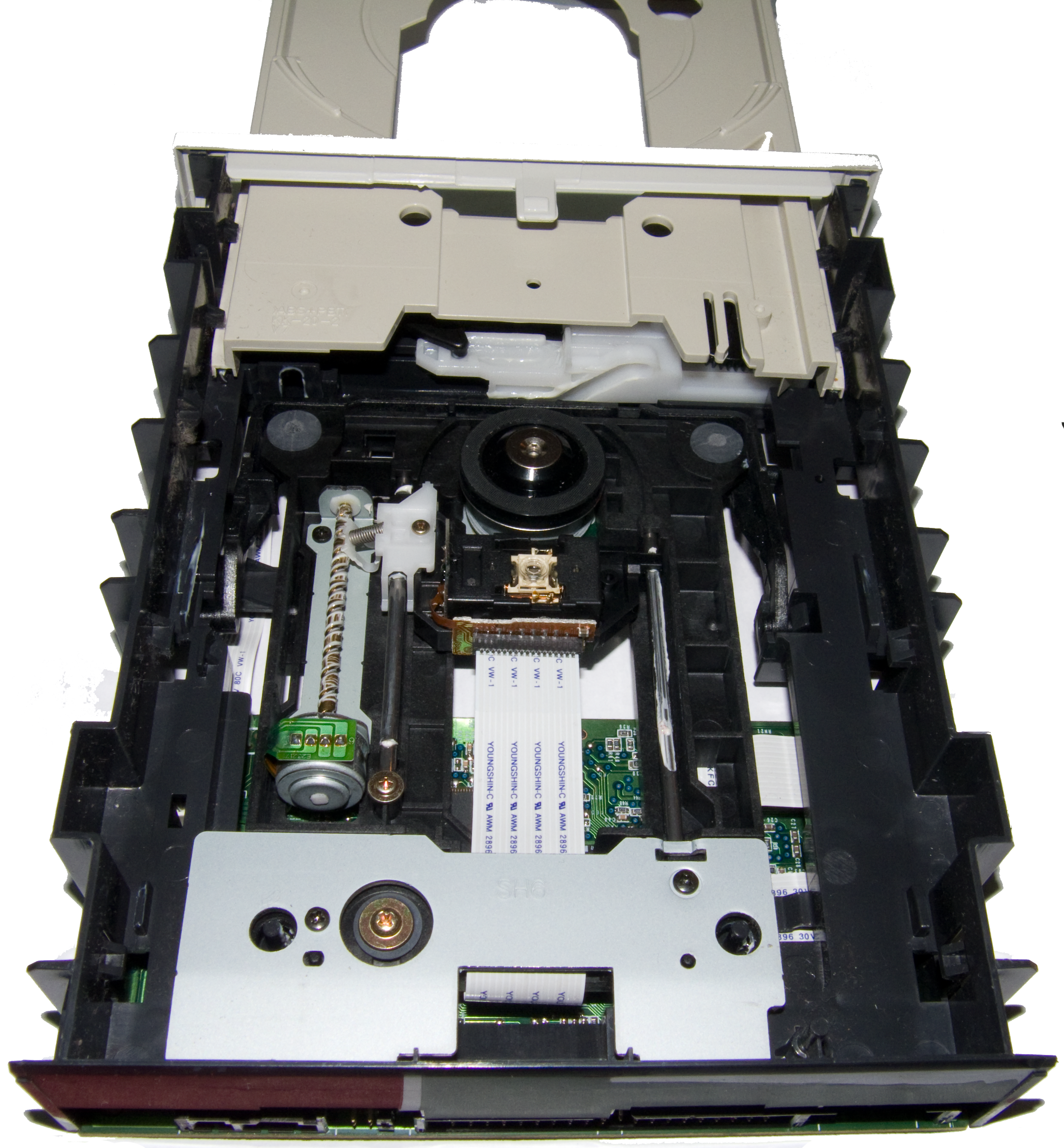
داخل یک دیسک گردان نوری